# ビスケットブラザーズ
ビスケットブラザーズは、吉本興業（東京本社）所属のお笑いコンビ。NSC大阪校33期生。旧コンビ名は暴れ人。キングオブコント2022王者。

## メンバー
きん（1991年4月27日 - ）（34歳）
主にツッコミ担当。
香川県丸亀市出身、香川県立坂出高等学校卒業。本名、遠山 将吾（とおやま しょうご）。身長175 cm、体重95kg。血液型はA型。
芸名の由来は本名の遠山から『遠山の金さん』に因んだもので、同期のナダル（コロコロチキチキペッパーズ）が命名した。ナダルとはコロチキが大阪を拠点に活動していた頃から同じコンビニでアルバイトしていたなど、親交が深い。
NSC入学当時から金髪でピアスを着けていた。同期の小西武蔵（現・吉本新喜劇）と8年間ルームシェアしていた。
趣味は野球、銭湯で、丸亀市立城坤小学校時代に秋山拓巳（阪神タイガース）と同じスポーツ少年団へ所属。小学3年時に同じクラスとなり仲良くなったが、その年の5月に秋山が愛媛県に引越したため約2か月間だけクラスメイトだった。2017年に秋山の誘いで2人で食事に行き17年ぶりに再会。今でも「たっくん」と呼ぶ仲で、『NHK上方漫才コンテスト』（NHK大阪）で優勝を果たした際には「きんとは幼なじみなんです!! 漫才もコントも面白いんで応援お願いします」とTwitterで祝福された。
ダブルヒガシ率いるデブ軍団（初期メンバー）に所属している。また、ダブルヒガシの大東とのペアで「ヘチマ兄弟」と呼ばれている
2022年9月、一般女性との結婚を発表。2023年10月31日、自身の主催ライブとSNSで第1子女児の誕生を報告した。
ゲーム実況者・ましゃかりとは高校の同級生。

原田 泰雅（はらだ たいが、1992年1月10日 - ）（33歳）
主にボケ・ネタ作り担当。
大阪府岸和田市出身、大阪府立東住吉高等学校芸能文化科卒業。身長174 cm、体重110 kg。血液型はO型。独身。
趣味は漫画製作（1冊も残っていない）、特技は長唄、ナマコを捌くこと。
幼少期は喘息持ちで身体が弱く長期入院しており、保育園にあまり行けなかった。
物心付いてから最初に笑った記憶があるのは『笑う犬の冒険』（フジテレビ）の「テリー&ドリー」。名前が原田泰造（ネプチューン）と「原田泰」まで一緒のため、「♪原田泰雅です」を何度も言わされていた。
元々は役者志望で古典芸能を学べる高校へ入学し、特技の長唄も高校時代に身につけた。高校の先輩にコカドケンタロウ（ロッチ）、宇都宮まき、野村尚平（令和喜多みな実）、マナカナなどがいる。
2020年1月6日放送『芸人報道』（日本テレビ）にて、売れていない時代に親の仕送りを頻繁にされていたことが明かされた。
大阪在住時は、ラジオの制作兼作家である元芸人のニキケイシとルームシェアをしていた。
公園が大好き。
胸毛が濃い。その胸毛の濃さを活かし、胸毛をハート型に成形していた時代もある。

## 略歴
- 2011年、きんがピン芸人志望だった原田を何度も誘った末にコンビ結成。元々は「暴れ人（あばれびと）」というコンビ名だったが、NSCで"コンビ名を変えよう"という授業があり、同期のグリフォン國松が2人を見てふと言った「ビスケットブラザーズ」が「暴れ人」とのギャップでウケた。その後も「暴れ人」として活動していたが全くウケず、作家からダメ出しとして「キミら、いっさい暴れてないし、太ってんで」と言われたのがきっかけで現在のコンビ名へ改名した[10]。
- 2019年、キングオブコントで初の決勝進出（6位）。
- 2020年、第9回ytv漫才新人賞で優勝し初タイトル獲得。
- 2021年、第51回NHK上方漫才コンテストで優勝。原田の実母が会場観覧の抽選に当たり観覧へ来ていた。また大会前によしもと祇園花月（京都）の出番があり、マネージャーと3人で近くの八坂神社へお参りに行っていた。
- 2022年、キングオブコントで3年ぶり2回目の決勝進出。ファーストステージは481点を獲り1位でファイナルステージに進出。ファイナルステージも482点を獲得し合計963点を獲得。前年960点を獲得した王者の空気階段を抜き歴代最高得点を更新[11]（翌年大会で優勝したサルゴリラ(964点)によって再び更新[12]）、9年連続出場で悲願の優勝を成し遂げた[13]。
- 2024年春より、大阪のよしもと漫才劇場を卒業し、活動拠点を東京に移した[14]。

## 芸風
- 原田の扮する強烈なキャラを活かしたファンタジーなコントを主に演じる。漫才を披露することもあり、漫才ではきんが登場時に「ここが○○（番組名など）と聞いておりま〜す」と言いながら登場、自己紹介の後に原田が観客席に近付いて観客へ向かいツカミを行う。
  - 漫才の際、きんはトップスが赤でボトムスが青、原田がトップスが青でボトムスが赤の衣装を着用していた。現在は、きんがグレーのセットアップ、原田がネイビーのセットアップを着用している。宣材写真で着用しているセーラー風のスーツは原田が太ってサイズアウトしてしまったため、現在は着用していない。
- 大阪を拠点とする芸人だが、共通語でのネタも多い。

## 出囃子
- Aqua『Cartoon Heroes』※同期の小西から薦められたのがきっかけで決まった。

## 賞レースでの戦績

### M-1グランプリ
| 年度             | 結果         | エントリー No. | 会場                      | 日程           | 備考          |
| ---------------- | ------------ | -------------- | ------------------------- | -------------- | ------------- |
| 2010年 (第10回)  | 1回戦敗退    | 不明           | [大阪]HEP HALL            | 9月12日（日）  |               |
| 2015年（第11回） | 3回戦進出    | 1099           | [大阪]よしもと漫才劇場    | 10月26日（月） |               |
| 2016年（第12回） | 1回戦敗退    | 86             | [大阪]大丸心斎橋劇場      | 8月9日（火）   |               |
| 2017年（第13回） | 3回戦進出    | 1379           | [大阪]よしもと漫才劇場    | 10月25日（水） |               |
| 2018年（第14回） | 3回戦進出    | 327            | [大阪]よしもと漫才劇場    | 10月23日（火） |               |
| 2019年（第15回） | 準々決勝進出 | 1992           | [大阪]なんばグランド花月  | 11月18日（月） |               |
| 2020年（第16回） | 準々決勝進出 | 2990           | [東京] NEW PIER HALL      | 11月17日（火） |               |
| 2021年（第17回） | 準々決勝進出 | 3106           | [大阪] なんばグランド花月 | 11月11日（木） |               |
| 2022年（第18回） | 準決勝進出   | 5019           | [東京] NEW PIER HALL      | 11月30日（水） | 敗者復活戦7位 |
| 2023年（第19回） | 準々決勝進出 | 5918           | [大阪] なんばグランド花月 | 11月20日（月） |               |
| 2024年（第20回） | 準々決勝進出 | 5393           | [東京] ルミネtheよしもと  | 11月21日（火） |               |

### キングオブコント
| 年度             | 結果         | 備考                                         |
| ---------------- | ------------ | -------------------------------------------- |
| 2014年（第7回）  | 2回戦進出    |                                              |
| 2015年（第8回）  | 1回戦敗退    |                                              |
| 2016年（第9回）  | 2回戦進出    |                                              |
| 2017年（第10回） | 準決勝進出   |                                              |
| 2018年（第11回） | 準々決勝進出 |                                              |
| 2019年（第12回） | 決勝6位      |                                              |
| 2020年（第13回） | 準決勝進出   |                                              |
| 2021年（第14回） | 準々決勝進出 |                                              |
| 2022年（第15回） | 優勝         | 決勝キャッチフレーズ「濃厚特盛ファンタジア」 |

### その他
- 2018年 第39回 ABCお笑いグランプリ 決勝進出
- 2019年 第40回 ABCお笑いグランプリ 最終予選進出[17]
- 2020年 第5回 上方漫才協会大賞 文芸部門賞[18]
- 2020年 第41回 ABCお笑いグランプリ 決勝進出[19]
- 2020年 第9回 ytv漫才新人賞 優勝[20][21]
- 2021年 第51回 NHK上方漫才コンテスト 優勝
- 2023年 第8回上方漫才協会大賞 話題賞
- 2023年 オールザッツ漫才ゴールデンSP 2023 優勝[22]
- 2023年 第4回キングオブう大 優勝

## 出演

### テレビ

#### レギュラー番組
現在の出演番組
- ビスケットブラザーズの行けばわかるさ! 〜三重街道中ひざくりげ〜（三重テレビ・BSよしもと、2022年7月4日 - ）
- あれみた?（毎日放送、2023年4月24日 - ）
- ビスブラのシネマここだけの話（関西テレビ、2023年6月11日 - ）

過去の出演番組
- バズ★ナイトナマー!（毎日放送）- レギュラー出演
- あさパラ!→あさパラS（読売テレビ、2020年 - 2025年）- 不定期出演
- Cheeky's Cast 3「ビスケットブラザーズのラブビスケット」（BSよしもと、2022年3月22日 - 9月）- 火曜MC
- Y-Tube大賞（BSよしもと、2022年10月 - 2023年6月） - 第1・3火曜MC
- マジで勘弁!けびた君（GAORA、2023年6月2日 - 2024年5月）[23]
- お笑いワイドショー マルコポロリ（関西テレビ） - 不定期出演

#### 特別番組
MCもしくはメインキャスト
- ビスケットブラザーズのウラ第7世代の逆襲（読売テレビ、2021年2月27日）
- ビスブラ&男ブラのぶらりコント旅 さんぶら（関西テレビ、2023年11月5日）[24]
- しあわせ漫才家族（BSよしもと、2024年6月16日・10月13日）
- うさいしきんのマイマップ（BSよしもと、2025年7月6日）- きんのみ[25]

### ラジオ
- ビスケットブラザーズのオールナイトニッポン0(ZERO)（ニッポン放送、2023年1月7日）[26]

## 単独ライブ
- 2015年
  - 7月19日 -『パパはパティシエ』（道頓堀ZAZA HOUSE / 大阪）
- 2016年
  - 6月26日 -『かえってきたはらたい先生 〜きんの夏休み〜』（道頓堀ZAZA HOUSE / 大阪）
  - 11月26日 -『拙者、センター分けにて候 〜同時上映「だってあいつ優しいもん」〜』（よしもと漫才劇場 / 大阪）
- 2017年
  - 4月14日 -『かつてマフラーと呼ばれたおばさん 〜同時上映〜 青く優しく』（よしもと漫才劇場 / 大阪）
  - 11月25日 -『わてはキス魔のマントヒヒ 〜同時上映〜 シドニー・ウィリアムスと奇跡のピアノ』（よしもと漫才劇場 / 大阪）
- 2019年
  - 10月19日 -『さようなら四つ葉のお兄さん』（よしもと漫才劇場 / 大阪）
- 2022年
  - 5月20日 -『町のクチビル代理店』（なんばグランド花月 / 大阪）
- 2023年
  - 6月25日 - 『ポカンと1号＆チクアナお兄ちゃん研究者』（なんばグランド花月 / 大阪）

## DVD
- ビスケットブラザーズ単独ライブ「町のクチビル代理店」（2022年10月12日発売、よしもとミュージック）[27]